# Anthrenus beali
Anthrenus beali là một loài bọ cánh cứng trong họ Dermestidae. Loài này được Zhantiev miêu tả khoa học năm 2004.